# モンテ・クリスティ州
モンテ・クリスティ州 (モンテ・クリスティしゅう、スペイン語：Monte Cristi / スペイン語発音: [ˈmonte ˈkɾisti])は、ドミニカ共和国北西部の州。2017年の人口は11万5278人。州都はモンテ・クリスティ。
海岸一帯にラグーン、マングローブ、沼地、三角江、乾燥低木林、サンゴ礁が分布しており、タイマイとアオウミガメが多く生息している。クロアジサシ、セグロアジサシ、サンドイッチアジサシ、マミジロアジサシの繁殖地でもあり、2022年にラムサール条約登録地となった。

## 隣接州
- 北西～北東：大西洋
- 東：プエルト・プラタ州
- 南東：バルベルデ州
- 南：サンティアゴ・ロドリゲス州
- 南西：ダハボン州
- 西：北東県

## 行政区分
- カスタニュエラス（英語版）
- グアユビン（英語版）
- ビージャ・バスケス（英語版）
- ペピリョ・サルセド（英語版）
- モンテ・クリスティ（英語版）：州都
- ラス・マタス・デ・サンタ・クルス（英語版）